# ورخنه‌ویلیویسک
ورخنه‌ویلیویسک (روسی: Верхневилюйск) شهری در استان یاقوتستان کشور روسیه است.